# Golpe de Estado en Honduras de 2009
El golpe de Estado en Honduras de 2009 ocurrió el 28 de junio de ese año tras varios meses de crisis política entre los poderes de la República, en el cual se enfrentaron el presidente Manuel Zelaya con el Congreso Nacional, el Tribunal Supremo Electoral de Honduras y la Corte Suprema de Justicia, debido al intento de Zelaya de instalar una Asamblea Nacional Constituyente para redactar una nueva constitución, derogando la de 1982. 
Para ese 28 de junio de 2009, Zelaya había convocado a la población a participar en un plebiscito para consultar sobre la instalación de una «cuarta urna» en las elecciones de noviembre de 2009. Donde adicionalmente a la elección del Presidente de la República, Diputados y Corporaciones Municipales, se pretendía consultar a la población sobre la convocatoria a una Asamblea Nacional que reformase la Constitución Vigente. Sin  embargo, cinco días antes de su realización, el Congreso reglamentó legalmente el plebiscito y la consulta pasó a ser ilegal. A pesar de las decisiones y ordenanzas por parte de la Corte Suprema de Justicia y del Tribunal Supremo Electoral, Zelaya actuó en desacato, manteniendo la consulta para junio, y ordenó al Ejército distribuir las papeletas de votación. Después de que el jefe del Ejército, Romeo Vásquez Velásquez, se negase a obedecer esta orden, Zelaya lo destituyó de su cargo, lo que provocó la renuncia de los jefes de la Armada y la Fuerza Aérea.
El día que se realizaría la consulta ilegal, las fuerzas armadas, con el respaldo del poder legislativo, detuvieron al presidente Zelaya, quien fue expulsado a Costa Rica, donde permaneció exiliado. Siguiendo lo establecido en la constitución hondureña, el Congreso Nacional nombró a su Presidente, Roberto Micheletti como Presidente de la República. 
La OEA suspendió a Honduras como miembro de la organización hasta que el país «restaure el Gobierno democrático» (el de Manuel Zelaya).
El Salvador, Nicaragua, Guatemala y Venezuela, anunciaron sanciones económicas para Honduras a causa de la sucesión política,
el BID y el Banco Mundial anunciaron la suspensión de la ayuda financiera que otorgaban a Honduras
y se produjo una retirada en bloque de todos los embajadores de la Unión Europea de Honduras.
Roberto Micheletti se mantuvo al frente del Gobierno hondureño para completar los casi seis meses restantes de periodo de mandato. Durante este tiempo hubo movilizaciones en apoyo a la expulsión de Zelaya y también en repudio. El 21 de enero de 2010, delegó la administración del mismo a su Consejo de Ministros —aunque no presentó su renuncia—; días antes de la toma de posesión de Porfirio Lobo, del derechista Partido Nacional de Honduras, quien ganó las elecciones elecciones de 2009.
Estados Unidos y diversos países latinoamericanos, donde destacan Colombia, Costa Rica y Perú, reconocieron al nuevo gobierno; mientras que la mayoría de los países latinoamericanos anunciaron que no reconocerían estas elecciones. Inicialmente la Unión Europea y la Organización de Estados Americanos mantuvieron su no reconocimiento, aunque José Miguel Insulza, secretario general de la OEA aseguró que estaba abierto al diálogo con la nueva administración hondureña. Posteriormente diversas naciones del mundo fueron reconociendo al gobierno de Lobo y, los únicos gobiernos que mantuvieron su postura de no reconocimiento se encontraban en Latinoamérica, con gobiernos que apoyaban la izquierda chavista, donde destacaban Brasil, Cuba, Ecuador, Paraguay, y Venezuela.
El 7 de marzo de 2017, el presidente del partido liberal Luis Zelaya se disculpó por el golpe de Estado por parte del Partido Liberal de Honduras y llamó a la reconciliación de las bases que abandonaron el partido y se unieron a Zelaya. 
En una entrevista de junio de 2019 al diputado Carlos Zelaya, hermano del expresidente, este afirmó que Zelaya había «sido derrocado por una alianza cívico-militar apoyada por Estados Unidos por unirse al "Socialismo del siglo XXI" que entonces promovía el presidente venezolano Hugo Chávez».

## Causas
Los sucesos del 28 de junio de 2009, producto de una crisis política originada meses atrás, tuvieron su causa inmediata en un plebiscito promovido por el Poder Ejecutivo, que se realizaría ese día, donde se consultaría a la población si estaba de acuerdo con la instalación de una «cuarta urna» en las elecciones generales de noviembre de ese año, para decidir sobre la convocatoria de una Asamblea Constituyente que modificara la constitución.
El proyecto de la cuarta urna encontró una enorme oposición de sectores políticos y sociales, quienes alegaron que el presidente Zelaya planeaba con esto legalizar la reelección presidencial y extender su mandato, tal como lo habían hecho algunos presidentes latinoamericanos en años anteriores. La reelección presidencial, así como su promoción, no eran permitidas con base en preceptos encontrados en la Constitución de Honduras de 1982, posteriormente declarados inaplicables:

«La calidad de ciudadano se pierde [...] por incitar, promover o apoyar el continuismo o la reelección del presidente de la República.»
Numeral quinto del artículo 42 de la constitución.

«El ciudadano que haya desempeñado la titularidad del Poder Ejecutivo no podrá ser Presidente o Vicepresidente de la República.
El que quebrante esta disposición o proponga su reforma, así como aquellos que lo apoyen directa o indirectamente, cesarán de inmediato en el desempeño de sus respectivos cargos y quedarán inhabilitados por diez (10) años para el ejercicio de toda función pública.»
Artículo 239 de la constitución.

También se acusaba a Zelaya de querer implantar un modelo socialista en el país, por su acercamiento a esta ideología y a los gobiernos socialistas de la región. Zelaya ha negado todo esto en múltiples ocasiones, pero previo al golpe de Estado dejó entrever que podría buscar la reelección si la «voluntad popular» lo deseara. También expresó en una 
una reunión con sus seguidores, el 25 de junio de 2009: «El único que no se reelige en Honduras es el presidente, pero la reelección es tema de la próxima Asamblea Nacional Constituyente». En busca de su cometido, Zelaya se enfrentó agresivamente con los poderes del Estado, desconociendo su autoridad.

## Antecedentes
Semanas antes del 28 de junio, sectores de la sociedad encabezados por la Alianza Nacional por Honduras en Paz y Democracia realizaron manifestaciones públicas contra dicho proyecto y «en defensa de la constitución». También pedían la salida de Zelaya del poder y una investigación a sus actos. Para buscar apoyo popular a la consulta, el poder Ejecutivo recolectó las firmas de 400 mil hondureños —el 8.7% de los votantes inscritos. Sus opositores denunciaron ―sin pruebas― que las firmas habían sido recogidas por funcionarios públicos obligados y a cambio de la entrega de dinero.
El 23 de junio, el Congreso aprobó una ley por la cual se prohibía la celebración de la votación,
por lo cual esta "consulta popular no vinculante" fue posteriormente considerada como ilegal por la casi totalidad de los organismos gubernamentales del país.
A pesar de la prohibición del Congreso, el presidente Zelaya continuó adelante con la promoción de la consulta y ordenó que se distribuyesen las tarjetas de votación. Cuando el Jefe del Estado Mayor Conjunto hondureño, el General Romeo Vásquez Velásquez, se negó a acatar esa orden aduciendo una contraorden del Tribunal Supremo de Justicia, Zelaya anunció su destitución en un mensaje televisado a la nación.
Poco después, el ministro de Defensa y los comandantes de las tres ramas de las Fuerzas Armadas hondureñas renunciaron a sus cargos.
Por su parte, Zelaya declaró en una entrevista que en realidad no había destituido al general, solamente había anunciado su futura destitución.
Poco después, el presidente Zelaya irrumpió junto a un grupo de simpatizantes en la base de la Fuerza Aérea en Tegucigalpa, donde se guardaba el material electoral decomisado, y lo retiró del lugar.
De acuerdo a la Fuerza Aérea hondureña, el presidente de Venezuela, Hugo Chávez, envió este material a Honduras;
pero Zelaya negó haber recibido financiamiento externo.
El 26 de junio, la Corte Suprema, a pedido del Ministerio Público, aprobó, por unanimidad de votos, acusar como autor responsable al ciudadano José Manuel Zelaya de los delitos de traición a la patria, abuso de autoridad y usurpación de funciones en perjuicio del Estado de Honduras; por lo cual dictó orden de captura y allanamiento contra el presidente. El mismo día, el juez José Tomás Arita Valle, de la Corte Suprema de Justicia, ordenó al teniente coronel René Antonio Herpburn Bueso, del Estado Mayor Conjunto de las Fuerzas Armadas, allanar la vivienda del presidente Zelaya y ponerlo a orden de la justicia de Honduras por delitos en perjuicio del Estado ante el requerimiento del Ministerio Público.
El 27 de junio, el Congreso designó una comisión especial para investigar a Zelaya «por desconocer los fallos de las instancias jurisdiccionales y violentar el estado de derecho».
Solamente cuatro diputados izquierdistas se opusieron a la moción de la Asamblea.
Al enterarse de que los principales grupos parlamentarios lo habían acusado de violar la constitución y de estar incapacitado mentalmente, Zelaya respondió: «Ustedes me han declarado la guerra, ahora aténganse a las consecuencias».

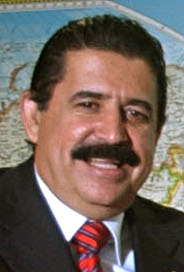
El presidente Manuel Zelaya, depuesto el 28 de junio de 2009.

El presidente hondureño resaltó el hecho de que nadie podía afirmar nada acerca de su salud mental, ya que nunca le habían realizado un examen psiquiátrico, y calificó la medida de arbitraria.
Además, respondió a los insultos del presidente del Congreso y miembro del partido oficialista, Roberto Micheletti, quien lo había llamado «trastornado»:

¿Qué te pasa Roberto? A mí me eligió el pueblo y no el Congreso. ¿Por qué me vas a inhabilitar? Eres un pinche diputado de segunda categoría que saliste en ese puesto porque te di espacio en mi corriente.
Manuel Zelaya a Roberto Micheletti.

De esta manera, al final del día, la Fiscalía General, la Corte Suprema de Justicia y el Congreso de la República se habían unido a la opinión del Tribunal Electoral, declarando ilegal la consulta.
El propio partido de Zelaya, el Partido Liberal de Honduras, manifestó también su oposición a la controversial consulta.
Posteriormente, el día 7 de octubre, el decreto ejecutivo que ordenaba el referéndum fue derogado por el Juzgado de Letras de lo Contencioso Administrativo, pues declaró «ilegal e inconstitucional el solo hecho de insinuar el llamado a una [asamblea] constituyente».

## Acontecimientos

### 28 de junio
En la madrugada del día 28 de junio de 2009, unos 200 militares encapuchados, al mando del teniente coronel René Antonio Herpburn Bueso, ingresaron a la fuerza en la residencia presidencial y secuestraron al presidente Manuel Zelaya.
Luego fue trasladado a la base Hernán Acosta Mejía de la Fuerza Aérea al sur de Tegucigalpa, para ser deportado a Costa Rica.
La deportación está expresamente prohibida por la constitución de Honduras:

Ningún hondureño podrá ser expatriado ni entregado a un Estado extranjero.
Artículo 102 de la Constitución nacional de Honduras

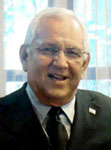
El Presidente del Congreso Nacional Roberto Micheletti (Partido Liberal de Honduras), fue declarado sucesor del Zelaya en el poder.

Arribó al Aeropuerto Internacional Juan Santamaría en la ciudad de Alajuela (cerca de San José) y brindó una entrevista en pijamas (ropa de dormir), afirmando que había sido expulsado del país vistiendo así y solo portando sus gafas, su documento personal y una tarjeta de crédito. Posteriores versiones de testigos oculares recogidas en el libro Honduras en crisis y los hallazgos del juicio contra los militares que participaron en la expulsión desmentirían que Zelaya hubiese salido del país en pijama.
Unas horas más tarde, el Congreso Nacional de Honduras afirmó en sesión que el presidente Zelaya había renunciado mediante una carta que habría redactado tres días antes, el 25 de junio. Desde Costa Rica, el presidente Zelaya desmintió haber presentado tal renuncia e hizo un llamado a la desobediencia civil.
Luego, el Congreso resolvió por unanimidad la destitución del presidente Zelaya, por considerar que las acciones de Gobierno de este habían violado la Constitución y el ordenamiento jurídico del país, y designó para sucederlo al presidente del Congreso, Roberto Micheletti, con el compromiso de que el mismo permanecerá en el cargo hasta la terminación del mandato de Zelaya el 27 de enero de 2010.
La Constitución dicta que ante la ausencia del presidente del Ejecutivo, debe asumir de manera provisional las funciones de jefe de Estado uno de tres designados presidenciales y, en su ausencia, el presidente del Congreso Nacional. En este sentido se había desatado una laguna legal, dado que el vicepresidente electo en la fórmula de Zelaya, Elvin Ernesto Santos había renunciado. Además su elección había sido llevada a cabo a la luz de una reforma posteriormente declarada inconstitucional por el Tribunal Supremo hondureño, por lo que, aunque interinamente ejercía esta función Aristides Mejía, su nombramiento carecía de base legal en la cual sustentarse. Es así como el Congreso nombra a Roberto Micheletti, presidente del Congreso, como presidente interino, siguiendo la línea de sucesión constitucional.
Las Fuerzas Armadas hondureñas desplegaron un dispositivo preventivo con varios aviones de combate sobrevolando la ciudad y con soldados en las calles de Tegucigalpa, donde la policía lanzó gases lacrimógenos contra simpatizantes de Zelaya que se manifestaban en el centro de la ciudad. Los militares rodearon la residencia del mandatario, donde protestaban unos 2 mil simpatizantes de Zelaya. Además irrumpieron en una popular estación de radio y suspendieron la transmisión de la cadena CNN en Español y Telesur; y cerraron un medio zelyista. También fue interrumpida la electricidad, la telefonía y el internet en la mayor parte de la capital.
Micheletti decretó un toque de queda por 48 horas con posibilidad de ampliación,
mientras se sucedían las protestas.
Otra de las medidas tomadas fueron la prohibición de trasmisiones de cadenas internacionales dentro de Honduras. Además, según informó Telesur, la canciller hondureña Patricia Rodas fue secuestrada mientras daba declaraciones para esta televisora. También el embajador de Venezuela Roy Chaderton, afirmó ante miembros de la OEA reunidos de emergencia en Washington, que Patricia Rodas y los embajadores de Cuba, Nicaragua y Venezuela habían sido secuestrados y golpeados por militares encapuchados.

### 29 de junio

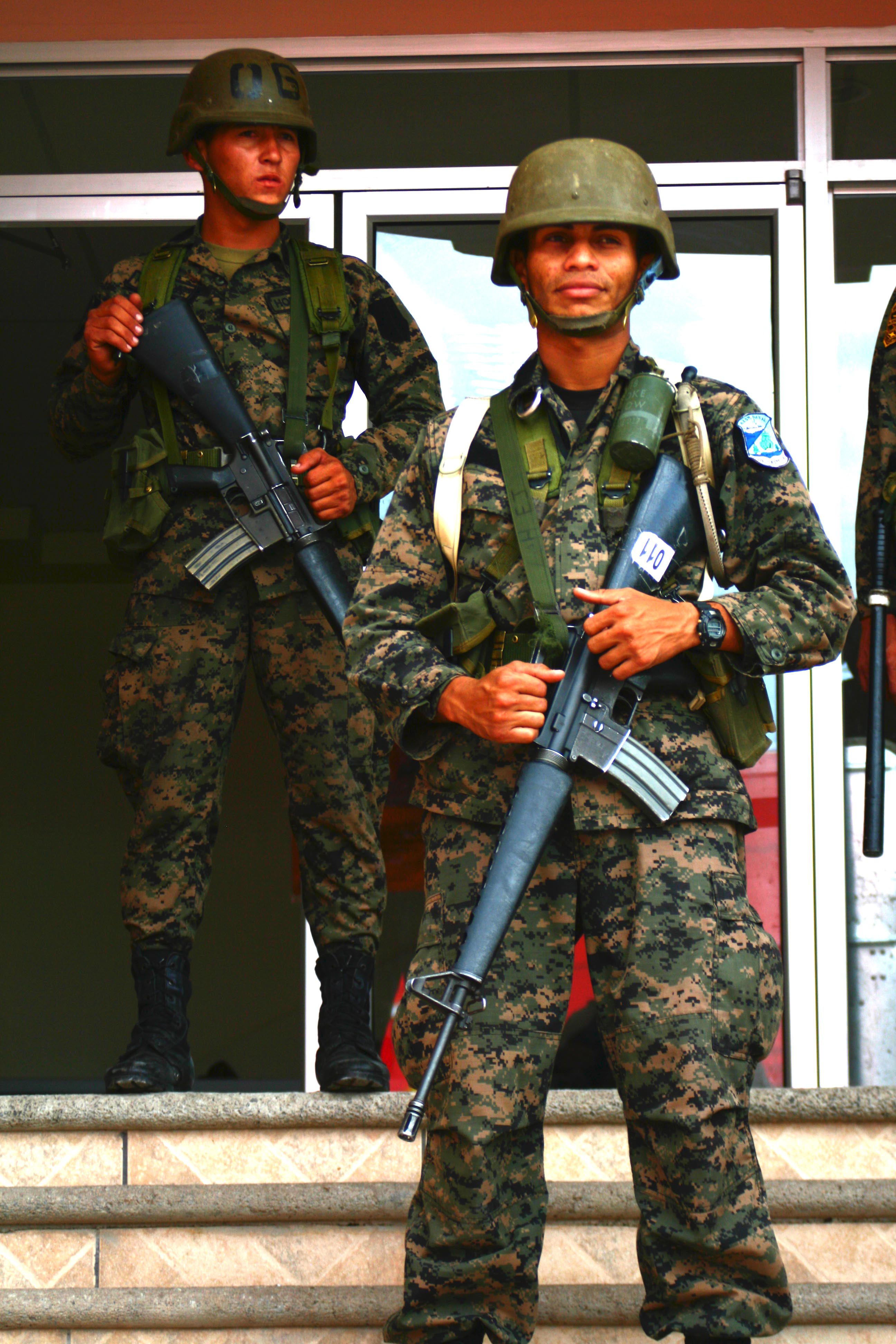
Soldados emplazados durante las protestas posteriores al golpe de Estado.

Durante las protestas contra el nuevo gobierno se han producido muertos, decenas de heridos, y varias decenas de detenidos en los alrededores de la Casa Presidencial, ante la que protestaban cientos de personas.
Dos personas habrían muerto como consecuencia de los enfrentamientos entre manifestantes y soldados; Juan Barahona, dirigente de la Central Unitaria de Trabajadores, afirmó que los soldados dispararon contra la multitud con fuego real.
El mismo día, Unificación Democrática, un pequeño partido político hondureño de izquierda radical que fue el único que apoyó al depuesto Manuel Zelaya, denunció que la mayoría parlamentaria no convocaba a sesión a sus legisladores por ser contrarios al nuevo gobierno, según informaba una de sus 5 congresistas a Venezolana de Televisión, añadiendo que estaban siendo perseguidos. También una enviada especial de TeleSur denunció que ella y su equipo periodístico fueron secuestrados y agredidos por autoridades militares.
El Ejecutivo encabezado por Roberto Micheletti comenzó a elaborar su gabinete y anunció que emprendería una campaña de reconocimiento internacional,
y que gobernaría Honduras pese a la oposición y aislamiento internacional.

### 30 de junio
La Asamblea General de las Naciones Unidas aprobó por unanimidad una resolución "condenando el golpe" y pidiendo el inmediato restablecimiento del presidente legítimo y constitucional, Manuel Zelaya, quien además habló ante la Asamblea General.

### 1 de julio
El Congreso hondureño con excepción del Partido de Unificación Democrática, decretó este día, la suspensión de las garantías individuales otorgadas por la constitución de la nación centroamericana.
El embajador de Honduras ante Estados Unidos, Roberto Flores Bermúdez, único que regresó al país «para consultas», afirmó a su llegada que la «remoción» de Manuel Zelaya de la Presidencia «no es un golpe de Estado».
Ante estas declaraciones, el presidente de la república en el exilio, a través de la vicecanciller Beatriz Valle, destituyó a los embajadores de Honduras en Washington D. C. (capital de Estados Unidos) y en Bruselas (capital de Bélgica).

### 2 de julio
El gobierno interino canceló la tarjeta de crédito oficial del presidente en el exilio Manuel Zelaya, quien habría extraído alrededor de 80 000 dólares estadounidenses para pagar varios días de hotel en San José de Costa Rica, pagar boletos de avión y renovar su vestuario ―aunque no compró ninguno de sus típicos sombreros―.

### 3 de julio

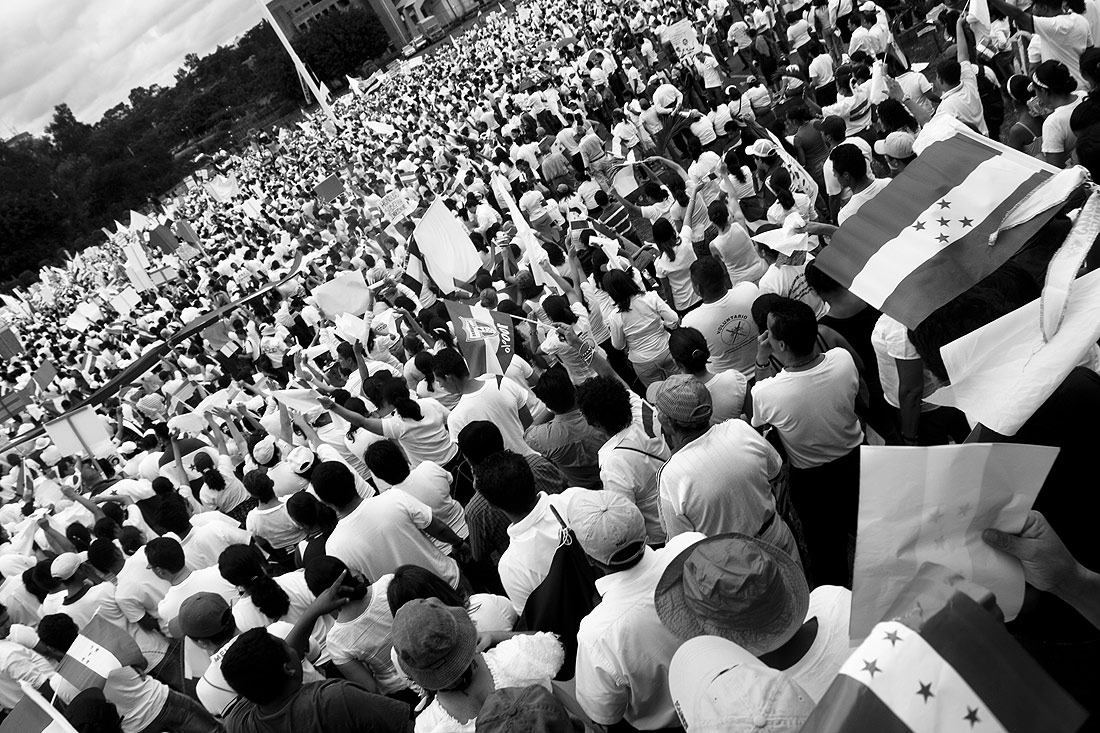
Protestas contra Manuel Zelaya.

Fracasan las gestiones del secretario de la OEA para poner fin a la crisis política en Honduras, luego de volver a condenar enérgicamente la salida por la fuerza del presidente Zelaya. José Miguel Insulza ―luego de reunirse con diplomáticos, líderes políticos, organizaciones sociales y miembros de la Corte Suprema de Justicia― declaró a periodistas en Tegucigalpa:
«Nosotros queremos que esta situación sea revertida. (...) Lamento decir que de mi gestión no se desprende que exista disposición para hacer esto»
Refiriéndose a la futura suspensión de Honduras de la OEA. Insulza no aceptó llevar a la OEA las pruebas proporcionadas por la Corte Suprema de Justicia de Honduras que avalarían la destitución de Zelaya. Por su parte, Martha Alvarado (vicecanciller interina), dijo que al Gobierno de Roberto Micheletti no le importaba quedar aislado si eso significara «haber dado un alto a la "embestida" de [el presidente venezolano Hugo] Chávez», y denunció la Carta de la Organización de los Estados Americanos de conformidad con lo previsto en el artículo 143 de la misma, iniciando el proceso para renunciar a la OEA, pero como la OEA desconoció al Gobierno de facto tampoco reconoció su renuncia.

### 5 de julio
Tras la vuelta del secretario general de la OEA José Miguel Insulza de su viaje a Honduras, Manuel Zelaya declaró en una rueda de prensa que volvería a Honduras el 5 de julio, acompañado por el propio Insulza, Cristina Fernández de Kirchner (presidenta de Argentina), Rafael Correa (presidente de Ecuador), Luiz Inácio Lula da Silva (presidente de Brasil) y otras personalidades no develadas. Zelaya pidió a sus seguidores que acudiesen a recibirlo al aeropuerto internacional de Tegucigalpa «sin armas» para evitar posibles enfrentamientos.
Diversas ONG de derechos humanos denunciaron hasta ese día, 5 muertos, 70 heridos y más de 600 detenidos como consecuencia de las «medidas de excepción» decretadas por Micheletti, las cuales el día 5 de julio adelantaron el estado de sitio a las 2:00 de la tarde, prohibiendo la presencia en la calle de los civiles a partir de dicha hora.
Los miembros de la OEA (Organización de Estados Americanos), reunidos en sesión extraordinaria en Washington (capital de Estados Unidos), aprobaron por 33 votos a favor una resolución mediante la cual se supendía la pertenencia de Honduras a dicho organismo. Esta suspensión se basó en el artículo 21 de la Carta Democrática Interamericana, según la cual se establece la suspensión de un Estado miembro cuando «se constate que se ha producido la ruptura del orden democrático». Con esta decisión, Honduras se convirtió en la segunda nación en ser excluida de la OEA, después de Cuba.

## Gobierno posterior al golpe de Estado
En su primera alocución como «presidente interino» de Honduras, Roberto Micheletti negó haber alcanzado dicho cargo «bajo la ignominia de un golpe de Estado», calificando el secuestro y la deportación inconstitucionales del presidente Zelaya como un «proceso de transición absolutamente legal». También anunció que mantendría la convocatoria a elecciones para el 29 de noviembre de 2009,
aunque luego expresó que podrían adelantarse.
Micheletti declaró que abandonaría el cargo tras las elecciones, el 27 de enero de 2010.
La comunidad internacional no reconoció a Micheletti como presidente de Honduras. Los representantes de diferentes países y organizaciones internacionales se mostraron de forma unánime a favor del «respeto a las normas democráticas» y en contra de la intervención militar del 28 de junio. Ningún país soberano reconoció a Micheletti como presidente de Honduras.
El 30 de junio de 2009, y en medio del aislamiento internacional y de disturbios en las calles,
Roberto Micheletti tomó juramento a sus primeros ministros. Enrique Ortez fue nombrado canciller en sustitución de Patricia Rodas, expulsada a México por miembros de las Fuerzas Armadas. El cargo de vicecanciller fue ocupado por Martha Lorena Alvarado; como ministra de Finanzas juró Gabriela Núñez, que había ocupado la presidencia del Banco Central de Honduras al inicio de la presidencia de Manuel Zelaya; el periodista René Zepeda fue nombrado ministro de Información y Prensa y Adolfo Lionel Sevilla como ministro de Defensa.
El nuevo canciller Enrique Ortez afirmó que uno de sus primeros retos sería convencer a la comunidad internacional de que la intervención militar del 28 de junio no fue un golpe de Estado: «Quiero que la comunidad internacional me dé la oportunidad de sentarme en el banquillo de los acusados para poder explicar que la separación de Manuel Zelaya se hizo basándose en la Constitución de la República», declaró.
El lunes 29 de junio de 2009, el canciller Enrique Ortez calificó al presidente de los Estados Unidos, Barack Obama, como un «negrito que no sabe nada de nada». Además dirigió un hilarante juego de palabras contra el presidente del Gobierno de España, José Luis Rodríguez Zapatero: «¡Zapatero a tus zapatos!». Afirmó que no hablaría de la República de El Salvador porque «no vale la pena hablar de un país tan chiquito».
Respecto al regreso de Zelaya a Honduras, planificado para el 2 de julio, Micheletti afirmó el 30 de junio en una de sus primeras entrevistas radiales: «Los tribunales de justicia de mi país tienen órdenes de captura contra él porque ha incumplido con las leyes y entonces el Congreso Nacional se basó precisamente en eso. Se le dieron tres órdenes de captura y él no las quiso cumplir». Aunque no aclaró bajo sospecha de qué delitos.
En el mes de agosto de 2009, Michetti aseguró que «[Zelaya] tiene 18 demandas judiciales», incluyendo «actos de traición a la patria».
El 3 de julio, el abogado principal de las Fuerzas Armadas, el coronel Herberth Bayardo Inestroza ―quien defendió al régimen de Micheletti―, amenazó directamente a Hugo Chávez diciendo que hacía bien en temer a un posible francotirador si visitaba Honduras porque Chávez había insultado a las Fuerzas Armadas tratándolos de «gorilas».
Asimismo, reconoció que cometieron "un delito al sacar a Zelaya, pero había que hacerlo" para «evitar un derramamiento de sangre».
Micheletti declaró tener acercamientos diplomáticos recíprocos con unos pocos países como Israel, Panamá y la Taiwán, aunque admitió no tener ningún documento oficial de dichos gobiernos que probara sus dichos.
Manuel Zelaya desmintió esta afirmación.
Dentro de Honduras, Micheletti obtuvo el apoyo de la mayoría de empresarios, quienes respaldaron a la Unión Cívica Democrática, organización a favor del nuevo mandatario.
Micheletti hizo elevar una petición a la Interpol para que Zelaya fuera detenido por «abuso de autoridad, usurpación de funciones y traición». Interpol rechazó la petición en vista de que era contraria a sus estatutos, que le impiden inmiscuirse en cuestiones de carácter político.
Entre las primeras medidas económicas del gobierno ―anunciadas a través de la ministra de Finanzas― se encontró una «disminución del gasto público». Afirmó que las cuentas fiscales se encontraban «muy debilitadas».
El gobierno logró organizar las elecciones generales realizadas el 29 de noviembre con cerca de 300 observadores internacionales de segundo nivel ―como los de Costa Rica, Panamá y Perú―,
pero sin la presencia de las misiones principales de observación electoral, como las de la Unión Europea y de la OEA (Organización de las Estados Americanos).
En los comicios presidenciales resultó ganador el derechista Porfirio Lobo Sosa del Partido Nacional de Honduras.
Micheletti se mantuvo al frente del gobierno hasta el 21 de enero de 2010, cuando delegó la administración del mismo a su Consejo de Ministros, aunque no presentó la renuncia.
Una de las últimas acciones del mandatario fue la sanción del decreto promulgado por el congreso hondureño en el que se expresaba el retiro del país de la ALBA (Alianza Bolivariana para las Américas).
El 27 de enero de 2010, día de su investidura como presidente de Honduras, Lobo Sosa proclamó una amnistía general para los golpistas.
Asimismo, firmó un salvoconducto para que Manuel Zelaya ―refugiado en la embajada de Brasil en Tegucigalpa desde el 21 de septiembre―
abandonase el país con rumbo a República Dominicana.

## Reacción interna

### Representaciones
En Honduras, los empresarios, la Iglesia católica, el Congreso, el ejército y los jueces coincidieron que el golpe de Estado ―el secuestro y deportación del presidente Mel Zelaya― había sido una sucesión presidencial legal.
En el mes de agosto, la Corte Suprema de Justicia local emitió su posición al declarar que los sucesos del 28 de junio resultaron en una «sucesión constitucional».

### Manifestaciones de la población

#### A favor del gobierno de Zelaya

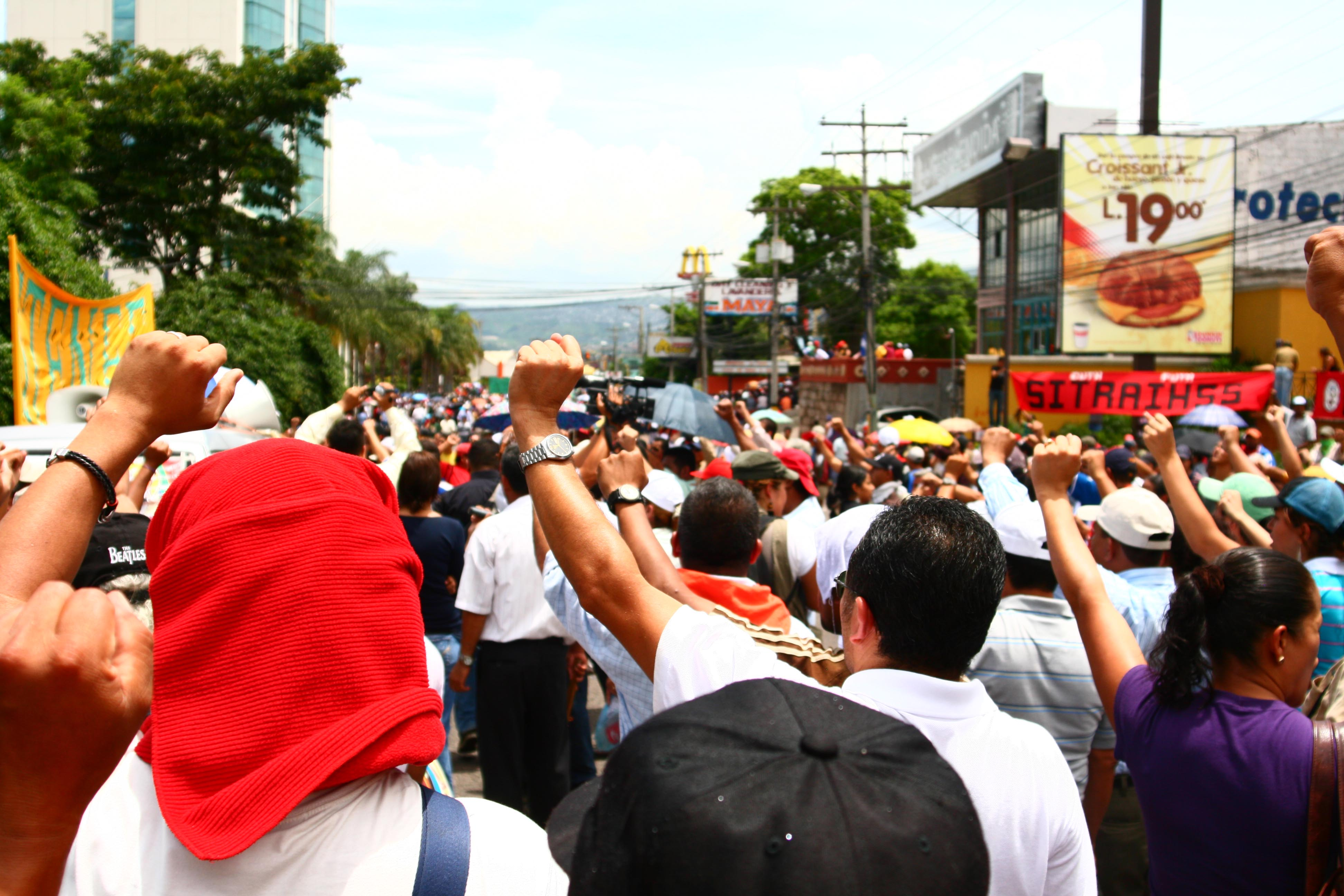
Manifestantes a favor del depuesto presidente Zelaya, en Tegucigalpa.

El 1 de julio de 2009, representantes de movimientos sociales simpatizantes de Zelaya y de los sindicatos de Honduras anunciaron una huelga general en demanda del regreso de Zelaya al país. El presidente del Comité para la Defensa de los Derechos Humanos en Honduras, Andrés Pavón, indicó que se había creado un frente cívico patriótico para repudiar a Micheletti.
El 5 de julio de 2009, una manifestación ―de más de 10 000 personas cuando aún no se le habían unido otras columnas, según Rafael Alegría (líder de Vía Campesina)― marchó hacía el Aeropuerto Internacional Toncontín donde se esperaba la llegada de Zelaya el domingo 5 de julio,
Al final del día la marcha sobrepasaba las 20 000 personas.
Algunos manifestantes denunciaron haber tardado cuatro días en llegar caminando a la capital, tras el ametrallamiento, por parte de personas vestidas con ropas del ejército de Honduras, de las ruedas de los autobuses en los que viajaban. Otros afirmaron que para que les permitiesen el paso a la capital habían tenido que declarar ante las autoridades que no llegaban a sumarse a las marchas a favor de Zelaya, sino a las marchas en apoyo de Michelleti.
Según el periódico Prensa Latina, en una de las torres de la instalación fueron desplegados al menos dos francotiradores que apuntaban a la muchedumbre, mientras helicópteros patrullaban la zona.
La concentración en los alrededores del Aeropuerto Internacional de Toncontín desbordó a los militares, quienes se vieron obligados a retirar algunos de los retenes que impedían el acceso al mismo.
Sin embargo, los francotiradores seguirían apostados en las azoteas del aeropuerto.
El 7 de julio, la primera dama Xiomara Castro (esposa del presidente Mel Zelaya), encabezó una protesta después de estar oculta desde el día del secuestro de su esposo.

#### A favor del gobierno de Micheletti

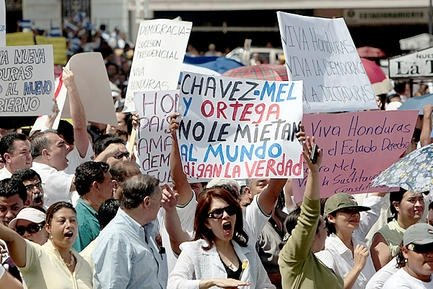
Manifestaciones anti-Zelaya. Un cartel muestra advertencias contra Hugo Chávez, Mel Zelaya y Daniel Ortega

Una numerosa concentración organizada en la mañana del 30 de junio, en el Parque Central de Tegucigalpa, mostró decenas de ciudadanos vestidos con camisas blancas y banderas, quienes hicieron un llamado a favor del golpe de Estado y la Constitución de Honduras. El acto contó con la presencia de Roberto Micheletti y el jefe del Estado Mayor Conjunto, General Romeo Vásquez Velásquez.
El 1 de julio, en Choluteca, se dio una manifestación de miles de personas en contra de Zelaya, los denominados «camisetas blancas».
También el 3 de julio se dio lugar en San Pedro Sula una manifestación, según la prensa local de entre 25 000 a 60 000 personas, en aprobación del nuevo gobierno interino.[cita requerida] Ese mismo día, el Cardenal Óscar Andrés Rodríguez leyó en cadena nacional un mensaje de la Conferencia Episcopal de Honduras firmado por sus once obispos, donde defendía la legalidad de las acciones tomadas contra Zelaya, a excepción de su expulsión del país:

Todos y cada uno de los documentos que han llegado a nuestras manos, demuestran que las instituciones del Estado democrático hondureño están en vigencia y sus ejecutorias en materia jurídico-legal han sido apegadas a derecho. Los tres poderes del Estado ―Ejecutivo, Legislativo y Judicial― están en vigor legal y democrático de acuerdo con la Constitución de la República de Honduras.

El Cardenal también llamó a la reflexión a Zelaya para que no se precipitara en regresar al país y así evitar un «derramamiento de sangre». El mensaje generó el repudio de los zelayistas hacia el Cardenal y hacia la Iglesia católica, la cual fue acusada de apoyar el golpe de Estado.

### Actividades de desestabilización
Según medios locales y la policía hondureña, el territorio hondureño, especialmente la capital, fue víctima de atentados contra instituciones y comercios realizados con el fin de provocar conmoción en la sociedad e inestabilidad en el nuevo gobierno. Estos serían supuestamente realizados por ciudadanos extranjeros y por simpatizantes nacionales del presidente depuesto.
Estas actividades de desestabilización incluirían la detonación de cuatro bombas en edificios de la capital, más otra que fue desmantelada en la sede de la Corte Suprema de Justicia. Las autoridades también incluyeron en las actividades de desestabilización a las protestas contra el golpe, el destrozo de cristales, mancha de paredes y saqueo de negocios.

### Rol de la prensa y violaciones a la libertad de expresión
Durante la madrugada en que se llevó a cabo la detención de Mel Zelaya (29 de junio de 2009), la energía eléctrica fue interrumpida a nivel nacional, y todas las emisoras de radio y televisión fueron silenciadas; no hubo comunicaciones electrónicas hasta que el presidente fue deportado a Costa Rica.[cita requerida] Varios periodistas locales y corresponsales internacionales denunciaron cortes de energía a nivel nacional desde el día domingo 28 de junio, así como la suspensión de la transmisión de los informativos locales e internacionales. La organización Reporteros sin Fronteras condenó este «apagón mediático».
En sus páginas editoriales, el día 30 de junio, el diario Tiempo de Honduras criticaba la censura a la prensa: «Nunca se había sufrido en Honduras una violación tan profunda y masiva de la libertad de expresión, debido a la intervención gubernamental, ni en las más oscuras épocas de franca dictadura».
Mientras que un editorial del diario El Heraldo manifestó la dificultad a la que se enfrentaba el nuevo gobierno de convencer al mundo de que «la captura y expulsión de Zelaya» y la «toma de medios de comunicación» no formaban parte de un golpe de Estado.
De igual manera, un editorial del diario La Tribuna del 30 de junio manifestó su preocupación por las limitaciones a la libertad de expresión.
La reacción de la población frente a los medios de comunicación fue compleja, debido a que cada uno de los dos bandos beligerantes en su pugna por el Poder Ejecutivo les atribuía un rol parcializado favorable a sus adversarios. El depuesto presidente Zelaya acusó a la prensa nacional de estar en su contra y de apoyar a los grupos derechistas y empresariales tras el golpe de Estado.[cita requerida] Mientras que los seguidores del gobierno de facto acusaban a CNN, TeleSUR y otros medios internacionales de ocultar la verdad de lo que ocurría en Honduras y de estar a favor de Zelaya.[cita requerida] Ante esto, TeleSUR emitió un comunicado denunciando la represión del Gobierno de facto contra periodistas en Honduras.
Los simpatizantes de Zelaya acusaban a La Tribuna y El Heraldo de posicionarse a favor del golpe de Estado, por lo cual destrozaron muchos puntos de venta de este último y los usaron como barricadas para bloquear las calles durante las protestas. En estas también se produjeron ataques contra periodistas y reporteros gráficos.[cita requerida]
Radio Globo fue el único medio que informaba de los abusos del Ejército. Sin embargo, durante la tarde del 5 de julio esta emisora fue tomada por las fuerzas del Ejército. Tras esta toma, se comenzó a emitir mensajes de la cúpula de la Iglesia católica.

## Mediación de Óscar Arias
El presidente de Costa Rica, Óscar Arias, ganador de un premio nobel, ofreció sus oficios como mediador ante el conflicto. El presidente constitucional de Honduras, Manuel Zelaya, aceptó la propuesta durante una conversación con Hillary Clinton (secretaria de Estado de los EE. UU.). Asimismo, el presidente de facto de Honduras, Roberto Micheletti, aceptó. Una reunión fue convocada, pero arribaron por separado. Posteriormente se invitó a otra reunión a ambas partes, pero Micheletti envió a una delegación, la cual solo aceptaría la captura de Zelaya; y, por parte de este, expresó que solo aceptaría si retornara al cargo.
Arias planteó siete propuestas, todas las cuales fueron aceptadas por parte de la delegación de Zelaya. En las reuniones se quiso decidir ―en el denominado Acuerdo de San José― revertir el golpe de Estado, pero esta propuesta fracasó.
Aunque las pláticas sobre el acuerdo continuaron por parte de delegados de Micheletti, el ministro de la Presidencia del Gobierno expresó, a mediados del mes de agosto de 2009, que «el 15% del Acuerdo de San José que resta por negociar es lo concerniente a la restitución de Manuel Zelaya, y eso no tiene vuelta de hoja».

## Reacción internacional
Ante la destitución se pronunciaron en contra
la ONU,
el ALBA,
el Mercosur,
la OEA,
la Unión Europea,
los Estados Unidos y
todas las naciones latinoamericanas y España:
- El secretario general de las Naciones Unidas, Ban Ki-moon, «expresa su firme apoyo a las instituciones democráticas del país y condena la detención del presidente constitucional de la República», dijo un portavoz de la ONU en un comunicado. «Se insta a la reincorporación de los representantes democráticamente elegidos del país y el pleno respeto de los derechos humanos, incluidas las garantías para la seguridad del presidente Zelaya, los miembros de su familia y su gobierno. Se pide a todos los hondureños, participar pacíficamente y en el espíritu de la reconciliación, para resolver sus diferencias. El secretario general acoge con beneplácito el pronto esfuerzo diplomático de la Organización de Estados Americanos (OEA), cuyo Consejo Permanente dio una reunión especial esta mañana. Las Naciones Unidas están dispuestas a prestar asistencia en la superación de esta crisis».[130] El martes 30 de junio la Asamblea de la ONU aprobó por aclamación una resolución en la cual se exigía la restitución inmediata e incondicional de Zelaya, al tiempo que instaba a todos los países a que no reconocieran otro gobierno que el de Zelaya.[131][132][133]

- La OEA pidió una reunión de emergencia el mismo día de los hechos,[134] donde se aprobó una resolución exigiendo "el inmediato, incondicional y seguro retorno del presidente constitucional, Manuel Zelaya."[135] El secretario general José Miguel Insulza llamó a la situación «un golpe militar».[136] y afirmó que acompañaría a Zelaya en su retorno a Honduras el 2 de julio.[137] Al mismo tiempo, la OEA dio un plazo de 72 horas que expiraría el sábado 4 de julio para reponer a Zelaya como presidente.[138]

- El Sistema de la Integración Centroamericana reiteró, el 28 de agosto y por medio de los cancilleres del área, el «restablecimiento inmediato del orden constitucional en Honduras» que conlleva el retorno de Zelaya al poder.[139]

- El Mercosur declaró en la Cumbre de Asunción del 27 de julio que no reconocerá a ningún gobierno que surja de elecciones convocadas por los golpistas.[140] El documento que suscribieron los presidentes reunidos en la Cumbre de Asunción ―según una propuesta de Cristina Fernández de Kirchner― expresó su rechazo a cualquier medida unilateral que adoptara el gobierno de facto y exigieron la inmediata restitución de Zelaya. El presidente de Paraguay, Fernando Lugo (que en ese momento era presidente pro témpore del Mercosur), condenó el golpe y dijo que ningún Estado miembro del Mercosur reconocerá un gobierno de Honduras que no sea el de Manuel Zelaya. Lugo también pidió que los que están detrás del golpe fuesen castigados con penas de prisión.[141]

- El ALBA (Alternativa Bolivariana para las Américas) anunció en una declaración conjunta que no reconocería ningún nuevo gobierno en Honduras.[142]

- La Asociación de Estados del Caribe condenó el golpe de Estado en una declaración conjunta y pidió que Zeyala sea restituido. Además, dijeron que "queremos destacar nuestra condena del brutal trato que dio el personal militar hondureño a la canciller del Ministerio de Relaciones Exteriores, Patricia Rodas, así como a los Embajadores de Cuba, Nicaragua y Venezuela. Esta situación es una grave violación del derecho internacional, y la Convención de Viena sobre Relaciones Diplomáticas.[143]

- La presidenta de Chile, Michelle Bachelet, hablando en nombre de su gobierno y de UNASUR, condenó el golpe de Estado, y se refirió a Zelaya como «legítimamente elegido por el pueblo».[144] El 10 de agosto, la III cumbre de UNASUR condenó el golpe de Estado en Honduras y afirmó que no reconocerá una convocatoria a elecciones del gobierno de facto.[145]

- La Unión Europea pidió a los militares hondureños liberar al presidente y restaurar el orden constitucional.[146]

- La presidenta de la Argentina, Cristina Fernández de Kirchner, declaró sentirse «sumamente preocupada» y «repudia el golpe en Honduras y exige la restitución de Zelaya».[147] Inicialmente aceptó la invitación del secretario general de la OEA, José Miguel Insulza, para acompañar al depuesto presidente Zelaya en su anunciado retorno a Honduras el 2 de julio;[148] sin embargo, posteriormente declinó acompañarlo por el posible peligro en esa acción.[149] El día 18 de agosto, Honduras rompió relaciones diplomáticas con Argentina, en represalia por la expulsión desde Buenos Aires de la embajadora Carmen Eleonora Ortez Williams, quien se mostró afín al golpe de Estado.[150] En la Cumbre África-Sudamérica, del 25 de septiembre de 2009, Cristina Fernández de Kirchner expresó: «Ni durante la dictadura de Videla ni en la de Pinochet en Chile se pudo ver un nivel de agresión como el que se observó esta semana en Honduras contra las embajadas de Brasil y de la Argentina».[151]

- El presidente de Bolivia, Evo Morales, hizo un llamado a los organismos internacionales, los presidentes de Latinoamérica y los dirigentes de movimientos sociales «a condenar y repudiar este golpe de Estado militar» y sostuvo que «estos no son tiempos de dictaduras».[152][128]

- También Brasil condenó los hechos.[153] El depuesto mandatario se reunió con el presidente Luiz Inácio Lula da Silva el día 12 de agosto, y obtuvo del gobierno brasileño la reafirmación de la condena al golpe de Estado.[154]

- El gobierno de Chile en un comunicado del ministerio de Relaciones Exteriores señaló que el golpe en Honduras «violenta el orden constitucional en esa República y que adicionalmente contraviene de manera flagrante las disposiciones de la carta de la OEA y sus instituciones fundamentales».[155] La mandataria Michelle Bachelet recibió a Manuel Zelaya en Santiago de Chile el 13 de agosto, y le expresó su reconocimiento como «presidente democráticamente electo por los hondureños».[156]

- El gobierno de Colombia, a través del Ministerio de Relaciones Exteriores, declaró «su profunda consternación por la ruptura del orden constitucional en la hermana República de Honduras, y expresó que no reconocería al Gobierno de Micheletti, y solo mantendría relaciones con Honduras hasta que Zelaya vuelva al poder, y posteriormente llamo a consultas a su embajadora en Honduras».[157]

- El presidente de Costa Rica, Óscar Arias Sánchez, declaró: «Yo quisiera compartir el repudio de mi gobierno a este golpe de Estado, como lo ha dicho el presidente Zelaya esto es un retroceso lamentable para las democracias del continente. Yo espero que se condene sin ninguna contemplación este golpe de Estado».[158]

- El gobierno de Cuba a través de su ministro de Relaciones Exteriores, Bruno Rodríguez Parrilla, condenó ante la prensa nacional y extranjera acreditada en el país, el brutal golpe de Estado perpetrado en Honduras contra el presidente constitucional Manuel Zelaya.[159]

- El gobierno de Ecuador declaró que «no aceptará cualquier pretensión de invocar la sucesión presidencial para justificar esta clara ruptura del orden constitucional de Honduras ni reconocerá a ningún gobierno que no sea el del presidente Manuel Zelaya, democráticamente elegido».[160] Durante la reunión de urgencia de Alianza Bolivariana para los Pueblos de nuestra América – Tratado de Comercio de los Pueblos (ALBA-TCP), el presidente Rafael Correa instó a los hondureños a declararse en paro y huelga: «Mañana, todos masivamente a declararse en huelga, en paro, con los maestros, los trabajadores, para que ese poder fáctico se dé cuenta que no tiene salida» y «a rebelarse contra esas cúpulas corruptas, entreguistas, que no están defendiendo el bien común, la democracia, la independencia de Honduras, sino que están sancionando su esclavitud al someterse a la oligarquía y a los poderes fácticos, económicos, sociales, religiosos, informativos, que siempre han dominado Honduras y América Latina».[161]

- El presidente de El Salvador, Mauricio Funes, declaró que «[el Gobierno de El Salvador] pide la inmediata restitución del presidente constitucional de Honduras, Manuel Zelaya».[162]

- El presidente del Gobierno de España, José Luis Rodríguez Zapatero, expresó su «más enérgica» condena por el secuestro y expulsión ilegal del presidente de Honduras».[163] Más tarde declaró que pone a disposición el Ejército en caso de ser necesario para reponer la democracia en el país centroamericano.[164] El 22 de agosto el gobierno español expulsó al embajador hondureño por la adhesión de este al nuevo gobierno golpista.[165]

- El presidente de los Estados Unidos, Barack Obama, afirmó que la maniobra de traspaso del poder en Honduras es ilegal, y consideró que Manuel Zelaya seguía siendo el presidente de Honduras.[128][129] En un discurso pronunciado en Moscú el 7 de julio, Obama reiteró su apoyo a Zelaya a pesar de las diferencias sostenidas con su gobierno.[166]

- El Gobierno de México, en un comunicado a través de la Secretaría de Relaciones Exteriores, expresó «su condena por la detención del presidente Manuel Zelaya y su traslado por la fuerza a Costa Rica».[167] Zelaya se reunió con el presidente Felipe Calderón Hinojosa el día 4 de agosto y obtuvo la «condena enérgica», por parte de las autoridades locales, del golpe de Estado.[168]

- El Gobierno de Paraguay en un comunicado divulgado por el Ministerio de Relaciones Exteriores señaló que ratificaba «su rechazo a todo tipo de violencia y condena enérgicamente el quiebre institucional de la República de Honduras».[169]

- El gobierno de Perú, mediante un comunicado leído por el canciller José Antonio García Belaúnde, expresó su rechazo a los acontecimientos ocurridos en Honduras.[170] El presidente Alan García recibió a Zelaya el 19 de agosto en el Palacio de Gobierno del Perú, y expresó su apoyo a las medidas adoptadas por la OEA y al «Plan Arias».[171]

- El gobierno de la RASD, mediante una nota de prensa, condenó el golpe militar en Honduras, pidiendo a los protagonistas restaurar el orden constitucional, «para evitar la caída del país en una espiral de convulsiones políticas». «Expresamos nuestra fuerte indignación hacia este uso excesivo de la fuerza contra el poder del único presidente legítimo de Honduras, Manuel Zelaya, intentando someter al país a una verdadera crisis constitucional y serias tensiones». Por último, el Gobierno saharaui consideró que el fin del gobierno de facto instaurado por el golpe de Estado, y el regreso a Tegucigalpa de Manuel Zelaya son «condiciones esenciales para el retorno a la normalidad y la legalidad institucional del país».[172]

- El presidente de la República Dominicana, Leonel Fernández Reyna, afirmó: «El gobierno de Zelaya debe ser restituido, porque es el Gobierno legítimo democrático escogido por los hondureños».[173]

- El vicepresidente de Uruguay, Rodolfo Nin Novoa, declaró: «Hacemos un llamamiento a todas las fuerzas políticas y sociales para restablecer el orden institucional en Honduras y contribuir a una gobernabilidad democrática. Es un hecho muy grave que condiciona a todas las democracias de América Latina».[174] El día 14 de agosto, el presidente Tabaré Vázquez emitió una declaración en Montevideo, junto al presidente mexicano Felipe Calderón, donde establecía que el Gobierno legítimo de Honduras «es el encabezado por el señor presidente Manuel Zelaya Rosales».[175]

- El presidente de Venezuela, Hugo Chávez Frías, anunció en una alocución televisiva «Si juramentan a Micheletti, a Peleletti, a Gafetti o a Goriletti, lo derrocaremos. Lo derrocaremos, así lo digo».[176] Luego reafirmó la intención de su gobierno de devolver al poder a Manuel Zelaya mediante «lo que se tenga que hacer».[177] Chávez posteriormente descartó cualquier tipo de intervención armada en Honduras: «Nunca lo haríamos, por el sacrosanto respeto a la soberanía de Honduras. No se trata de invasión ni de guerra». También llamó al pueblo hondureño a «no aceptar esa dictadura», y a los militares a que «neutralicen el golpe [de Estado]».[178]

### Protagonismo de la OEA
La Organización de Estados Americanos (OEA) tuvo un rol protagónico en el conflicto. La Asamblea General de la Organización de Estados Americanos convocó una sesión extraordinaria para el martes 30 de junio que dio como resultado reafirmar su demanda de que Zelaya fuera restituido en su cargo.
El mismo día Zelaya anunció que regresaría a Honduras el jueves de esa misma semana, acompañado del representante de la OEA,
mientras Micheletti afirmaba que Zelaya tenía orden de captura y sería arrestado si reingresase a Honduras.
Finalmente el representante de la OEA viajó en solitario, retrasando Zelaya su regreso para facilitar las gestiones políticas.
El 1 de julio, la Asamblea General de la Organización de Estados Americanos aprobó una resolución en la que establecía un ultimátum de 72 horas al gobierno interino de Honduras para la restitución en su puesto a Manuel Zelaya, amenazando con la expulsión de Honduras de la organización de no cumplirse dicho requisito: «No será a Honduras que estaremos suspendiendo, sino a los usurpadores», declaró el presidente de la OEA José Miguel Insulza.
Expulsión de la OEA
El 3 de julio, el secretario de la OEA José Miguel Insulza, viajó a Honduras para tratar de la crisis desatada con las diferentes instituciones hondureñas (a excepción de los miembros del gobierno interino, al que la OEA no reconocía) y del ultimátum de la Organización al gobierno de Micheletti para restituir a Zelaya en su puesto. Tras diferentes reuniones, Insulza declaró: «Mi conclusión es que la ruptura del orden constitucional persiste y que los que hicieron esto no tienen por el momento ninguna intención de revertir la situación». Tras sus gestiones, Insulza afirmó que solicitaría a la Asamblea General de la OEA la suspensión de Honduras de dicha organización.
Tras las declaraciones de Insulza, la vicecanciller del nuevo gobierno hondureño, Marta Lorena Alvarado, anunció en presencia del presidente interino Micheletti su denuncia de la Carta de la Organización de los Estados Americanos y por tanto su retirada de la Organización «con eficacia inmediata». Alvarado declaró que «se pretende imponer [a Honduras] resoluciones unilaterales, indignas, sin que el Gobierno "legítimamente constituido" sea escuchado, irrespetando el principio de la igualdad soberana de los Estados, que es principio y pilar de la Carta de las Naciones Unidas. [...] La OEA cree que en su seno ya no existe espacio para Honduras, para los Estados que aman su libertad y defienden su soberanía», afirmó.
La expulsión, que tuvo carácter inmediato, fue avalada de manera unánime por 33 de los 34 países representados en la OEA, pues la delegación de Honduras se abstuvo de votar. Con esta resolución, Honduras se convirtió en el segundo país (después de Cuba en 1962) al que se le aplica un artículo de la OEA referente a la ruptura del orden constitucional. Lo que implica sanciones económicas, y que Honduras no recibirá ningún apoyo de esta organización.

### Protagonismo del ALBA
Entrada la noche del 28 de junio los países miembros de la Alianza Bolivariana para los Pueblos de nuestra América (ALBA), que reúne a los líderes de las naciones que se encuentran en el proceso del denominado socialismo del siglo XXI, se reunieron de manera extraordinaria en Managua, Nicaragua, con el objeto de repudiar el golpe de Estado perpetrado contra el presidente constitucional Manuel Zelaya. La reunión fue iniciada por el presidente nicaragüense Daniel Ortega que luego cedió la palabra al presidente Zelaya, quien se había trasladado a Managua en un avión facilitado por Hugo Chávez.
En la reunión también se encontraban el mismo presidente de Venezuela acompañado por el canciller Nicolás Maduro; el presidente de Ecuador Rafael Correa junto a su canciller y el canciller de Cuba. A esto se sumaba la aparente advertencia de intervención armada en Honduras del Ejército de Venezuela
y la denuncia de supuestas incursiones de fuerzas venezolanas y nicaragüenses por la frontera de Honduras.
El presidente venezolano desmintió tales comunicados.
El 30 de junio se produjo en Managua (Nicaragua) una reunión conjunta del ALBA y el Grupo de Río, y otra del SICA (Sistema de la Integración Centroamericana), con la intención de ratificar el apoyo de los países de la región a Manuel Zelaya como presidente electo de Honduras, y estudiar el incremento de la presión contra el presidente surgido tras la intervención militar, Roberto Micheletti.
Tras las reuniones, varios países anunciaron la retirada de su embajador de Honduras o su llamada a consultas, siguiendo el camino iniciado el día anterior por los países miembros del ALBA:
México,
Chile
y Brasil.

### Sanciones de los Estados europeos y la Unión Europea
A partir del día 30 de junio de 2009, otros países e instituciones comenzaron a tomar sanciones contra el gobierno interino de Honduras, además de las ya tomadas previamente por los países e instituciones regionales. El ministro de Asuntos Exteriores de España, Miguel Ángel Moratinos, anunció el 30 de junio que estaba trabajando para lograr la retirada de todos los embajadores de los países miembros de la Unión Europea de Honduras: «Es una medida necesaria y urgente para mostrar la firmeza de la Unión Europea ante la ruptura del orden constitucional», declaró.
Ese mismo día, Robert Zoellick (presidente del Banco Mundial) anunció la suspensión de la entrega de 270 millones de dólares a Honduras hasta que no se aclarase «la situación política del país». El presidente del Banco Mundial anunció que tampoco se enviarían nuevos proyectos de desarrollo en el país para su aprobación hasta nuevo aviso.
El 1 de julio, España anunció la llamada a consultas de su embajador en Tegucigalpa. Según el ministro de Asuntos Exteriores español, Miguel Ángel Moratinos, dicha medida fue tomada «con la esperanza de que ello contribuya, en el marco de los esfuerzos internacionales en curso, al restablecimiento de la institucionalidad democrática» en Honduras.
También el ministro de Exteriores francés Bernard Kouchner confirmó que había llamado a consultas al embajador francés en Tegucigalpa, mostrando su rechazo a los acontecimientos y declarando que «el futuro de Honduras y de esa región es indisociable de la democracia».
Posteriormente, el gobierno italiano se sumó a los de España y Francia y retiro también a su embajador de la capital hondureña. La Unión Europea anunció que suspendía las negociaciones del acuerdo de asociación con Centroamérica, de mutuo acuerdo con los representantes del resto de países implicados, con el propósito de reanudar «cuanto antes» las conversaciones una vez resuelta la situación en Honduras, según declararon fuentes comunitarias.

### Influencia de Estados Unidos en el golpe de Estado
La exsecretaria del Departamento de Estado del gobierno de los Estados Unidos, Hillary Clinton, reveló que influyó en Honduras para impedir que Manuel Zelaya regresara a la presidencia, luego del derrocamiento en junio de 2009. Hillary admitió que "en los días siguientes del golpe hablé con mis homólogos de todo el hemisferio, incluida la secretaria Patricia Espinosa en México con el objetivo de organizar "rápidamente" unas elecciones que tuvieran como resultado hacer irrelevante la cuestión de Zelaya", de acuerdo con las confesiones plasmadas en su libro Decisiones Difíciles.

### Manifestaciones ante las embajadas de Honduras
Además de estas declaraciones institucionales, en los días posteriores se convocaron concentraciones ante las embajadas hondurañes de diferentes países, en las que distintos movimientos sociales del mundo reivindicaban la vuelta del presidente electo. De esta manera, entre el 28 y el 29 de junio se produjeron concentraciones ante las embajadas de Honduras en las capitales de la mayoría de países latinoamericanos:
Ciudad de México,
Santo Domingo (República Dominicana),
Lima (Perú),
Ciudad de Guatemala,
San Salvador,
San José (Costa Rica),
Quito (Ecuador),
Ciudad de Panamá,
Santiago de Chile,
Buenos Aires (Argentina),
Brasilia,
Caracas (Venezuela),
Asunción (Paraguay),
en algunas ciudades estadounidenses, como
Los Ángeles,
San Francisco,
Nueva York,
Washington,
y algunas capitales europeas, como
París,
y Madrid.
En varias de esta manifestaciones el embajador y los trabajadores de las embajadas salieron a agradecer el apoyo de los manifestantes. En otras manifestaciones, como por ejemplo las de París, los embajadores de otros países se unieron a la marcha.
Además de estas manifestaciones en apoyo a Zelaya, en los consulados de Miami y Atlanta (Estados Unidos) se produjeron concentraciones de signo contrario en las que se apoyaba el golpe de Estado.